# Eupolis

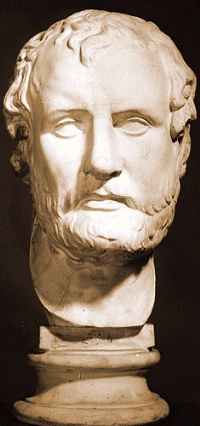
Eupolis

Eupolis (altgriechisch Εὔπολις Eupolis; * um 446 v. Chr.; † vermutlich 411 v. Chr.) war ein antiker griechischer Komödiendichter des 5. Jahrhunderts v. Chr. Er ist neben Aristophanes und Kratinos ein Hauptvertreter der attischen Alten Komödie.

## Leben
Über das Leben des Eupolis ist wenig Sicheres bekannt. Die meisten Zeugnisse stammen aus späteren Quellen und sind stark anekdotisch gefärbt. Seine erste Aufführung fand im Jahr 430/429 v. Chr. statt. Die Suda behauptet, dass er damals 17 Jahre alt gewesen sei, aber diese Darstellung ist unsicher und findet sich ebenso zu seinem Kollegen Aristophanes. In Ciceros Briefen an Atticus wird unter Berufung auf den Historiker Duris von Samos (4. Jahrhundert v. Chr.) erzählt, dass der athenische Stratege Alkibiades den Dichter Eupolis im Jahr 415 v. Chr. auf seiner Sizilienexpedition ertränkt habe – ein Reflex zur Verspottung des Alkibiades in Eupolis’ Stück Βάπται – allerdings mit dem Hinweis, dass schon Eratosthenes diese Anekdote aus chronologischen Gründen verworfen habe. Sein letztes Stück brachte Eupolis im Jahr 412 v. Chr. auf die Bühne, danach findet sich keine Spur seines Wirkens mehr. Die Suda behauptet, dass er 411 v. Chr. in einer Seeschlacht zwischen Athen und Sparta (der Schlacht von Kynossema) im Hellespont ertrunken sei, aber auch für diese Version gibt es kaum Belege. Immerhin findet sich der Name Eupolis auf dem Gefallenendenkmal einer Seeschlacht. Das Grab des Eupolis wird auf die Insel Ägina verlegt; diese Legende ist wahrscheinlich eine Übertragung aus ähnlichen Überlieferungen für Aristophanes. Der Reiseschriftsteller Pausanias berichtet allerdings von einem Grab in Sikyon.

## Werke
Eupolis verfasste in seiner kurzen Wirkungszeit (430/429–412 v. Chr.) 14 Stücke, die nur in Fragmenten erhalten sind (Poetae Comici Graeci, Band V verzeichnet 494 Fragmente). Seine Stücke beschäftigten sich mit der athenischen Politik und enthielten beißende Satire gegen verschiedene Politiker und sonstige Personen des öffentlichen Lebens, wie es in der Alten Komödie üblich war. Er war ein ausgesprochen erfolgreicher Dramatiker: Von seinen 14 Stücken trugen sieben den Sieg davon.
Sein vermutlich ältestes Stück, die Προσπάλτιοι (benannt nach den Einwohnern eines attischen Demos), beschäftigte sich mit der Politik des Perikles. 427 v. Chr. folgten die Ταξίαρχοι („Die Unterfeldherren“), in denen der Gott Dionysos sich vom Strategen Phormion anwerben ließ und die Härte des Lagerlebens kennenlernte. Auch sein Stück Ἀστράτευτοι („Die Drückeberger“) gehört vermutlich in die ersten Jahre des Peloponnesischen Krieges. An den Lenäen des Jahres 425 v. Chr. nahm Eupolis ohne sonderlichen Erfolg teil: Seine Νουμηνίαι („Neumondsfest“) wurden hinter den Acharnern des Aristophanes und den Χειμαζόμενοι („Die Überwinternden“) des Kratinos mit dem dritten Preis bedacht. Im nächsten Jahr nahm Eupolis mit dem Stück Χρυσοῦν γένος („Das Goldene Zeitalter“) an den Dionysien teil und verspottete den siegreichen Feldherrn Kleon, der sich nach einem grandiosen Sieg (vermutlich in der Schlacht von Sphakteria) durch zahlreiche Ehrungen blenden lässt und alle Friedensangebote der Spartaner in den Wind schlägt. Kurz nach diesem Stück müssen die Αἶγες („Die Ziegen“) aufgeführt worden sein, die – wie zehn Jahre später die Vögel des Aristophanes – die zeitgenössische Kultur aufs Korn nahmen, besonders die Musik. Vermutlich trat der Chor in Ziegenkostümen auf.
422 v. Chr. führte Eupolis mit den Πόλεις sein Gegenstück zu Aristophanes’ Babyloniern auf und kritisierte das Verhältnis Athens zu seinen Bundesgenossen, die durch einzelne weibliche Vertreter als Chor auftraten. Der Μαρικᾶς an den Lenäen 421 v. Chr. war eine Reaktion auf die Ritter des Aristophanes. Wie Kleon in den Rittern, so wurde im Μαρικᾶς sein Nachfolger Hyperbolos als Sklave barbarischer Herkunft karikiert, der seine Bildung in Barbierstuben aufgeschnappt hat. An den Dionysien desselben Jahres siegte Eupolis mit den Κόλακες („Die Schmeichler“) über den Frieden des Aristophanes: Er stellte ein Gastmahl im Haus des reichen Kallias dar, an dem berühmte Sophisten (darunter Sokrates) dem Gastgeber buchstäblich die Haare vom Kopf fressen. Der Inhalt des Αὐτόλυκος, von dem es zwei Fassungen gab, ist unbekannt. Die Titelfigur des 420 v. Chr. aufgeführten Dramas ist ein Geliebter des Kallias.
Die Βάπται („Die Färberinnen“) wurden um das Jahr 416 v. Chr. aufgeführt und stellen den Kult der Kotyto satirisch dar. Wegen ihres Angriffes auf Alkibiades erzählt die Suda die oben erwähnte Legende, Alkibiades habe Eupolis im Meer ertränkt. Das letzte und vielleicht bedeutendste Stück des Eupolis, die Δῆμοι („Die Demen“), spielt vor dem Hintergrund der vernichtenden Niederlage Athens nach der misslungenen Sizilienexpedition. Der Dichter lässt vier große Staatsmänner der Vergangenheit auferstehen, Solon, Miltiades, Aristeides und Perikles, die als Richter der Gegenwart auftreten. Von diesem Stück sind zahlreiche Fragmente erhalten.
Sowohl Zeit als auch Inhalt des Stückes Φίλοι (in dem Aspasia als Figur auftaucht) sind unbekannt. Es sind außerdem drei weitere Stücktitel bekannt, die hin und wieder Eupolis zugeschrieben werden, aber aus verschiedenen Gründen nicht als authentisch angenommen werden können.

## Verhältnis zu Aristophanes
Das Verhältnis des Eupolis zu Aristophanes war anfangs freundschaftlich: So arbeitete er 424 v. Chr. an dessen Rittern mit. In den folgenden Jahren bezichtigte Aristophanes seinen älteren Kollegen jedoch wiederholt des Plagiats: Nach Ansicht von Walther Kraus nicht zu Unrecht, denn Eupolis hatte für seine Stücke aus den Rittern und den Babyloniern geschöpft. Natalia Kyriakidi hält dieser Ansicht entgegen, dass Eupolis auf der Bühne erfolgreicher war als Aristophanes und dass der Plagiatsvorwurf nur aus Behauptungen des Aristophanes herrührt. Zudem ist die satirische Nachahmung typisch für die Gattung der Komödie.
Ein politischer Gegensatz zwischen Aristophanes und Eupolis scheint darin bestanden zu haben, dass Eupolis zumindest bis zu seiner mittleren Schaffensphase der Notwendigkeit des Krieges mehr Verständnis entgegenbrachte als sein jüngerer Kollege.

## Rezeption
In Tom Holts satirischen Romanen „Der Ziegenchor“ und „Der Garten hinter der Mauer“ ist Eupolis sowohl Erzähler als auch Protagonist.